# Вольное (Солонянский район)
Вольное (укр. Вільне, до 2016 — Виленка, укр. Віленка) — село,
Александропольский сельский совет,
Солонянский район,
Днепропетровская область,
Украина.
Код КОАТУУ — 1225080505. Население по переписи 2001 года составляло 82 человека .

## Географическое положение
Село Вольное находится на правом берегу реки Камышеватая Сура,
выше по течению примыкает село Кринички,
ниже по течению на расстоянии в 1,5 км расположено село Бутовичевка,
на противоположном берегу — село Михайловка.
По селу протекает пересыхающий ручей с запрудой.